# Jean-Michel Voge
Jean–Michel Voge, né le 10 mai 1949 à Valence, est un photographe français, qui a travaillé depuis 1978 avec de nombreux magazines comme Madame Figaro, Le Figaro Magazine, Point de vue, Marie France, Town and Country, European Travel and Life, Fortune Magazine, AD Espagne.

## Biographie
Jean-Michel Voge, après avoir fait des études de droit et commencé à travailler dans la finance, bifurque vers la photographie et commence dès 1978 à travailler pour de nombreux magazines, tant français qu'étrangers. De 1982 à 2010, c'est principalement à Madame Figaro, puis au Figaro Magazine qu'il travaille. En accompagnant, notamment pour le Figaro Magazine, Guy Sorman dans tous ses reportages et ses séries sur les grands penseurs et les grands créateurs, il fait leur portrait.
Ce sont ces rencontres qui le poussent à publier en 1992 aux Éditions de la Martinière, Figures d’Europe, » regroupant non seulement portraits d’une cinquantaine d'hommes et de femmes représentant la conscience spirituelle, intellectuelle, scientifique et artistique du continent européen, mais aussi une photo de leurs mains souvent accompagnée d'une note manuscrite. Jean-Michel Voge devient aussi à cette époque l'ami de l'historien américain Steven Laurence Kaplan qui a préfacé le livre Figures d'Europe, il l’héberge lors de son séjour à Paris comme celui-ci l’évoque dans son livre  Farewell Revolution -1789-1989 »
Il participe en 1989 au mois de la photo à Paris avec une exposition sur le Japon.[réf. nécessaire]
Il ne recommencera à exposer qu'en novembre 2008, avec une exposition sur les Surmas à la Galerie Xavier Nicolas,,,.
À partir de 2010, quand il quitte définitivement la presse, il se consacre à ses projets personnels et il expose depuis : ainsi, en 2010, à l’Espace Pierre Ier de Serbie avec sa partenaire Catherine Painvin,.
En octobre 2013, à la Galerie du passage  à Paris, les « Sumos »,,,, et les « Arbres en Aubrac l’hiver » qu'il a photographié lors de son séjour en Aubrac chez Catherine Painvin ; en août 2014, la Namibie à la galerie de Urs von Unger  à Saanen /Gstaad; en 2015, Ombre et Lumière, au Brésil à la APCd Fondation à Marly (Suisse), Vision d'Iran", à la  Galerie Chevalier à Paris (France) et Iconic Diary, à la 6t6 Art Gallery (Miami Beach, États-Unis).
En 2015, la rencontre avec sa partenaire Anna Alexis Michel, donnera naissance au projet photographique « The Meringue Project »,, qui parle du sexe féminin en utilisant une meringue. Ensemble, ils ont également entrepris la mise en valeur et la diffusion de ses archives, en hommage aux grandes figures de la seconde moitié du vingtième siècle.

## Prix et récompenses
- Gagnant avec Anna Alexis Michel du concours photo Building Bridges to End FGM[27] organisé par l’ONG End FGM avec la photo Endless Beauty[réf. nécessaire]. Cette photo a été exposée sur l’Esplanade Solidarnösc au Parlement européen à Bruxelles en janvier 2016.[réf. nécessaire]

## Publications
- Figures d'Europe, Éditions de la Martiniere 1992

## Exposition
- 1989 : Mois de la Photo - Exposition solo « Les Japonais » AGF  - Paris (France).[réf. nécessaire]
- 1992 : Figures d'Europe - À la suite de la publication aux Éditions de la Martinière du Livre Figures d'Europe, Exposition solo AGF - Paris (France)[3],[4].
- 2008 : Exposition solo Les Surmas - Galerie Xavier Nicolas - Paris (France)[11]
- 2010 : Exposition Inventaire avec Catherine Painvin -  (interview)[11]
- 2013 : Exposition solo Les Sumos[15] » et Aubrac en Hiver[19] » - Galerie du passage Pierre Passebon - Paris (France) (visite virtuelle de la galerie Aubrac+Sumo)) (lecture du livre sumo)
- 2014 : Exposition solo Namibie - Galerie Urs von Unger - Saanen Gstaad (Suisse) (visite virtuelle)[réf. nécessaire]
- 2015 : Exposition collective Festival Kolga Tbilisi Photo (Géorgie) (Catalogue d'exposition p. 356-359)[réf. nécessaire]
- 2015 (du 18 juin au 19 septembre) : Photos en noir et blanc Paranapiacaba, Exposition collective « Hors Piste » APCd Fondation (anciens locaux ILFORD) - Marly - Fribourg (Suisse)  (lien APCd).[réf. nécessaire]
- 2015 (du 7 au 22 novembre) : Vision d'Iran[22],[21] - dans le cadre de Photo Saint-Germain[28] à la Galerie Chevalier[29] - Paris (France).
- 2015 (du 1er au 30 novembre) : Iconic Diary][24]  à la 6t6 Art Gallery Miami Beach (États-Unis)[24].
- 2015 (du 1er au 31 décembre) : The Meringue Project[1]"  à la 6t6 Art Gallery Miami Beach[24] (États-Unis).
- 2015 : Installation vidéo de The Meringue Project[1].